# Санта Фе де Мондухар
Санта Фе де Монду́хар (на испански: Santa Fe de Mondújar) е населено място и община в Испания. Намира се в провинция Алмерия, в състава на автономната област Андалусия. Общината влиза в състава на района (комарка) Голяма Алмерия. Заема площ от 35 km². Населението му е 489 души (по данни от 2010 г.). Разстоянието до административния център на провинцията е 22 km.

## Демография
| 1996 | 1998 | 1999 | 2000 | 2001 | 2002 | 2003 | 2004 | 2005 | 2006 | 2007 |
| ---- | ---- | ---- | ---- | ---- | ---- | ---- | ---- | ---- | ---- | ---- |
| 411  | 412  | 414  | 473  | 458  | 456  | 437  | 433  | 437  |      | 520  |